# Барбара Зукова
Барбара Зукова (нім. Barbara Sukowa; нар. 2 лютого 1950, Бремен, ФРН) — німецька акторка театру і кіно, співачка.

## Життєпис
Барбара Зукова народилася 2 лютого 1950 року у Бремені.
Закінчила школу в 1968 році. Після закінчення навчання у Драматичній студії Макса Рейнхарда в 1971 році служила акторкою низки театрів у Західному Берліні, Франкфурті-на-Майні та Гамбурзі. У 1983 році була визнана найкращою театральною актрисою року в ФРН.
У кіно знімається з 1973 року. Найбільшу популярність актрисі принесли ролі у фільмах режисерів Райнера Вернера Фассбіндера, Маргарети фон Тротти, Фолькера Шлендорфа, Ларса фон Трієра. Переможець та номінантка престижних кінематографічних нагород. Визнавалася найкращою виконавицею жіночої ролі на Каннському фестивалі (Роза Люксембург, реж. Маргарета фон Тротта), на Венеціанському фестивалі ("Свинцеві часи ", реж. Маргарета фон Тротта) та на щорічній премії Європейської академії кіно («Європа», реж. Ларс фон Трієр).
Наприкінці 1980-х років серйозно зайнялася співом, виконувала класичний репертуар. Пізніше організував рок-гурт «Barbara Sukowa & The X-Patsys».
У 2022 році вийшов біографічний фільм « Світ Далі» Мері Херрон. Роль Сальвадора Далі у стрічці виконав Бен Кінгслі, роль Гали — Барбара.

## Особисте життя
Була одружена з німецьким актором Гансом-Мікаелем Рехбергом. Зустрічалася з польським актором Данієлем Ольбрихським (у них спільний син Віктор Лонго-Ольбрихський). З 1992 року живе в Нью-Йорку з чоловіком — американським художником та фотографом Робертом Лонго.

## Вибрана фільмографія
- 1977 — Жінки в Нью-Йорку / Frauen in New York — Кристал Аллен
- 1980 — Берлін, Александерплац / Berlin Alexanderplatz — Міце
- 1981 — Свинцеві часи / Die Bleierne Zeit — Маріанна Кляйн
- 1981 — Лола / Lola — Лола
- 1983 — Екватор / Équateur — Адель
- 1986 — Роза Люксембург / Die Geduld der Rosa Luxemburg — Роза Люксембург
- 1987 — Сицилієць / The Sicilian — Камілла
- 1987 — Улюблений / Die Verliebten — Катаріна
- 1991 — Хомо Фабер / Homo Faber — Ханна
- 1991 — Європа / Europa — Катаріна Хартман
- 1993 — М. Баттерфляй / M. Butterfly — Жанна Галлімар
- 1995 — Джонні-Мнемонік / Johnny Mnemonic — Анна Колман
- 1997 — Вбивця в офісі / Office Killer — Вірджинія
- 1999 — Колиска гойдатиметься / Cradle Will Rock — Софія Сільвано
- 1999 — Третє диво / The Third Miracle — Хелен
- 2001 — 13 розмов про одне / Thirteen Conversations About One Thing — Хелен
- 2003 — Хіранкль / Hierankl — Розмарі
- 2004 — Інша жінка / Die Andere Frau — Віра
- 2005 — Кохання та цигарки / Romance & Cigarettes — Грейс
- 2008 — Відкриття карівурста / Die Entdeckung der Currywurst — Олена Брюкнер
- 2009 — Вероніка вирішує померти / Veronika Decides to Die — місіс Деклава
- 2009 — Бачення — з життя Хільдегарди фон Бінген / Vision — Aus dem Leben der Hildegard von Bingen
- 2012 — Ханна Арендт / Hannah Arendt — Ганна Арендт
- 2015 — 12 мавп — Доктор Джонс
- 2017 — Атомна блондинка / Atomic Blonde — коронер, який відповідає за передачу тіла Гаскойна Лоррейн
- 2018 — Глорія Белл / Gloria Bell — Мелінда
- 2022 — Білий шум / White Noise — Сестра Герман Марі
- 2022 — Світ Далі / Dali Land — Гала Далі
- 2023 — Рій / The Swarm — професорка Катерина Леманн